# Thomas Lenk
Ne pas confondre avec Tom Lenk, acteur américain.
Thomas Lenk (né le 15 juin 1933 à Berlin, mort le 15 septembre 2014 à Schwäbisch Hall) est un sculpteur allemand.

## Biographie
Lenk étudie pendant une courte période en 1952 à l'académie des beaux-arts de Düsseldorf puis termine une formation de tailleur de pierre. Il devient connu avec ses sculptures en couches créées dans les années 1960, ce qui lui vaut une reconnaissance internationale dans les années 1970. Depuis les années 1970, il travaille sur des projets architecturaux et des sculptures sonores notamment. En 1968, il est présent à documenta 4.
En 1970, il fait partie avec Georg Karl Pfahler, Heinz Mack et Günther Uecker de la représentation allemande de la Biennale de Venise.
Il est membre de la Deutscher Künstlerbund. Il vit au château de Tierberg, près de Schwäbisch Hall.

## Source de la traduction
- (de) Cet article est partiellement ou en totalité issu de l’article de Wikipédia en allemand intitulé « Thomas Lenk (Bildhauer) » (voir la liste des auteurs).